# فرد فوغل
فرد فوغل (بالإنجليزية: Fred Vogel)‏ (و. 1976  م) هو فنان ماكياج، ومخرج أفلام، وممثل، وكاتب سيناريو، ومونتير، ومصور سينمائي أمريكي.

## وصلات خارجية
- فرد فوغل على موقع IMDb (الإنجليزية)
- فرد فوغل على موقع ألو سيني (الفرنسية)
- فرد فوغل على موقع أول موفي (الإنجليزية)
- فرد فوغل على موقع قاعدة بيانات الفيلم (الإنجليزية)
- فرد فوغل على موقع كينوبويسك (الروسية)